# Герб Муслюмовского района
Герб Муслю́мовского муниципального района Республики Татарстан Российской Федерации.
Герб утверждён Решением XI сессии Совета Муслюмовского муниципального района 22 ноября 2006 года.
Герб внесён в Государственный геральдический регистр Российской Федерации под регистрационном номером 2873 и в Государственный геральдический реестр Республики Татарстан под № 88.

## Описание герба
«В зелёном поле с лазоревой волнистой оконечностью, тонко завершённой серебром, поверх всего — черноволосый мальчик-пастух в золотой шапочке (каляпуше) и в таковых же татарских платье — рубахе, короткой препоясанной куртке (камзоле) и штанах — и узорных сапожках (ичигах), играющий на обращённом вправо курае (дудке) и сопровождённый по сторонам в оконечности справа старинным наконечником стрелы, слева — копейным наконечником того же металла, обращёнными вверх».

## Символика герба
Герб языком символов и аллегорий отражает исторические, культурные и природные особенности района.
Главная фигура герба — юноша — символизирует юность, расцвет, стремление к совершенству, движение вперёд. Этим указывается на большой потенциал развития района. Стилизованные татарские одежды и народный музыкальный инструмент (курай) подчёркивают историко-культурные особенности района, население которого в подавляющем большинстве татары.
Наконечники копий — символ способности народа постоять за себя. Также они указывают на богатое историко-культурное наследие и природные особенности района. Недра района богаты на полезные ископаемые, среди которых издавна известна медь. Из меди производились наконечники стрел, копий, другое оружие и предметы быта, которые до сих пор являются предметом археологических находок и достоянием истории района.
Синяя волнистая оконечность, окаймленная серебром, отражает природные ресурсы района — это берущая начало в Башкортостане живописная река Ик, которая проходит через Бавлинский, Азнакаевский районы Татарстана и делит на две части Муслюмовский район. Она питает округ жизненной силой.
Символику фигур герба дополняет его цветовая гамма:
Зелёный цвет — символ сельского хозяйства, плодородия, природы, жизни.
Синий цвет (лазурь) — символ чести, благородства, духовности.
Золото — символ урожая, богатства, солнечной энергии и тепла, уважения и интеллекта.

## История герба
Идея герба: Райхан Хантимеров (Муслюмово), Ришат Хабипов (Муслюмово), Адип Салихов (Муслюмово).
Доработка герба произведена Геральдическим советом при Президенте Республики Татарстан совместно с Союзом геральдистов России в составе:
Рамиль Хайрутдинов (Казань), Радик Салихов (Казань), Ильнур Миннуллин (Казань), Константин Мочёнов (Химки), Кирилл Переходенко (Конаково), Оксана Афанасьева (Москва).